# Guatemala az 1972. évi nyári olimpiai játékokon
Guatemala az NSZK-beli Münchenben megrendezett 1972. évi nyári olimpiai játékok egyik részt vevő nemzete volt. Az országot az olimpián 3 sportágban 8 sportoló képviselte, akik érmet nem szereztek.

## Atlétika
Férfi
| Versenyző     | Versenyszám    | Előfutam | Előfutam | Előfutam | Döntő   | Döntő    |
| Versenyző     | Versenyszám    | Idő      | Hely.    | Össz.    | Idő     | Helyezés |
| ------------- | -------------- | -------- | -------- | -------- | ------- | -------- |
| Carlos Cuque  | 5000 m         | 15:53,4  | 11.      | 61.      | kiesett | kiesett  |
| Carlos Cuque  | Maraton        |          |          |          | 2:28:37 | 43.      |
| Julio Quevedo | Maraton        |          |          |          | 2:40:38 | 54.      |
| Julio Quevedo | 10 000 m       | 30:08,4  | 14.      | 40.      | kiesett | kiesett  |
| Julio Quevedo | 3000 m akadály | 9:28,4   | 13.      | 47.      | kiesett | kiesett  |

| Versenyző   | Versenyszám | 100 m | 100 m | Távolugrás | Távolugrás | Súlylökés | Súlylökés | Magasugrás | Magasugrás | 400 m | 400 m | 110 m gát | 110 m gát | Diszkoszvetés | Diszkoszvetés | Rúdugrás                 | Rúdugrás                 | Gerelyhajítás | Gerelyhajítás | 1500 m        | 1500 m        | Végeredmény   | Végeredmény   |
| Versenyző   | Versenyszám | Idő   | Pont  | Eredmény   | Pont       | Eredmény  | Pont      | Eredmény   | Pont       | Idő   | Pont  | Idő       | Pont      | Eredmény      | Pont          | Eredmény                 | Pont                     | Eredmény      | Pont          | Idő           | Pont          | Pont          | Helyezés      |
| ----------- | ----------- | ----- | ----- | ---------- | ---------- | --------- | --------- | ---------- | ---------- | ----- | ----- | --------- | --------- | ------------- | ------------- | ------------------------ | ------------------------ | ------------- | ------------- | ------------- | ------------- | ------------- | ------------- |
| Luis Flores | Tízpróba    | 11,59 | 668   | 651 cm     | 717        | 11,78 m   | 584       | 175 cm     | 634        | 50,97 | 762   | 17,44     | 625       | 35,64 m       | 597           | érvényes kísérlet nélkül | érvényes kísérlet nélkül | nem ért célba | nem ért célba | nem ért célba | nem ért célba | nem ért célba | nem ért célba |

## Birkózás
Kötöttfogású
| Versenyző         | Versenyszám | 1. forduló                      | 2. forduló                             | 3. forduló        | 4. forduló        | 5. forduló        | 6. forduló        | Döntő             | Helyezés    |
| Versenyző         | Versenyszám | Ellenfél Eredmény               | Ellenfél Eredmény                      | Ellenfél Eredmény | Ellenfél Eredmény | Ellenfél Eredmény | Ellenfél Eredmény | Ellenfél Eredmény | Helyezés    |
| ----------------- | ----------- | ------------------------------- | -------------------------------------- | ----------------- | ----------------- | ----------------- | ----------------- | ----------------- | ----------- |
| Juan de Hernández | 62 kg       | Martti Laakso (FIN) · kétvállas | Heinz-Helmut Wehling (GDR) · kétvállas | kiesett           | kiesett           | kiesett           | kiesett           | kiesett           | helyezetlen |

Szabadfogású
| Versenyző    | Versenyszám | 1. forduló                              | 2. forduló                      | 3. forduló               | 4. forduló                       | 5. forduló                | 6. forduló        | 7. forduló        | Döntő             | Helyezés    |
| Versenyző    | Versenyszám | Ellenfél Eredmény                       | Ellenfél Eredmény               | Ellenfél Eredmény        | Ellenfél Eredmény                | Ellenfél Eredmény         | Ellenfél Eredmény | Ellenfél Eredmény | Ellenfél Eredmény | Helyezés    |
| ------------ | ----------- | --------------------------------------- | ------------------------------- | ------------------------ | -------------------------------- | ------------------------- | ----------------- | ----------------- | ----------------- | ----------- |
| Pedro Piñeda | 52 kg       | John Kinsela (AUS) · 3.5-0.5            | Petre Ciarnău (ROU) · kétvállas | kiesett                  | kiesett                          | kiesett                   | kiesett           |                   | kiesett           | helyezetlen |
| Luis Fuentes | 57 kg       | Eduardo Maggiolo (ARG) · 3-1            | Prem Nath (IND) · 3-1           | kiesett                  | kiesett                          | kiesett                   | kiesett           | kiesett           | kiesett           | helyezetlen |
| Joseph Burge | 62 kg       | Panajótisz Kucupákisz (GRE) · kétvállas | Théodule Toulotte (FRA) · 1-3   | Satpal Singh (IND) · 1-3 | Gerhard Weisenberger (FRG) · 1-3 | Ivan Krasztev (BUL) · 3-1 | kiesett           |                   | kiesett           | 7.          |

## Sportlövészet
Nyílt
| Versenyző          | Versenyszám          | Pont | Helyezés |
| ------------------ | -------------------- | ---- | -------- |
| Víctor Castellanos | Gyorstüzelő pisztoly | 567  | 50.      |